# Galindo y Perahuy
Galindo y Perahuy – gmina w Hiszpanii, w prowincji Salamanka, w Kastylii i León, o powierzchni 44,06 km². W 2011 roku gmina liczyła 733 mieszkańców.